# Sexhow
Sexhow – osada w Anglii, w hrabstwie North Yorkshire, w dystrykcie (unitary authority) North Yorkshire. Leży 56 km na północ od miasta York i 335 km na północ od Londynu.